# Alpha Condé
Pour les articles homonymes, voir Condé.
Alpha Condé (), né le 4 mars 1938 à Boké en Basse-Guinée, est un homme d'État guinéen. Il est président de la république de Guinée du 21 décembre 2010 au 5 septembre 2021.
Opposant historique des deux premiers présidents de la Guinée, Ahmed Sékou Touré et Lansana Conté, il est à l’origine du Mouvement national démocratique (MND), qui devient par la suite Unité, justice, patrie (UJP), le Rassemblement des patriotes guinéens (RPG), le Rassemblement du peuple de Guinée, puis le RPG-Arc-en-ciel. Il se présente sans succès aux élections présidentielles de 1993 et 1998.
Il remporte l’élection présidentielle de 2010, obtenant 52,5 % des suffrages exprimés au second tour face au candidat de l'Union des forces démocratiques de Guinée, Cellou Dalein Diallo. Il est élu pour un deuxième mandat en 2015 avec 57,9 % des voix au premier tour. En 2020, à 82 ans et à la suite d’une révision constitutionnelle controversée lui permettant de briguer un troisième mandat, il est réélu une nouvelle fois, recueillant 59,5 % des suffrages dès le premier tour.
En 2021, alors qu'il est accusé de dérive autoritaire, voire de s'être mué en dictateur, Mamadi Doumbouya procède à son arrestation et à sa destitution lors d'un coup d'État.

## Famille et formation

### Origines
D'ethnie Malinké, ses parents sont originaires de Kouroussa dans la région de Kankan (Haute-Guinée), pendant la période coloniale, comme cuisinier[Pas dans la source].
Son grand-père paternel est originaire du village de Baro, sous-préfecture de la préfecture de Kouroussa, à 37 km de cette ville et 50 km de Kankan.

### Études
Scolarisé à l’école primaire du Centre à Conakry, puis au collège (séminaire) des Pères à Dixinn, Alpha Condé part en France à l'âge de 15 ans, après avoir eu son brevet. Élève en classe de seconde au lycée Pierre-de-Fermat de Toulouse, il poursuit son cursus à Louviers, où des relations de son père le confient au maire, Pierre Mendès France, qui devient son tuteur pendant ses classes de première et terminale. Au lycée Turgot à Paris, il sympathise avec Bernard Kouchner, qu'il considère comme son frère, et passe son baccalauréat dans la capitale.
Après un passage à la Sorbonne, Alpha Condé obtient une licence en sociologie puis un diplôme d'études supérieures (DES), avant de devenir docteur d’État en droit public à la faculté de droit de l'université Paris-I.

## Carrière professionnelle
Alpha Condé commence sa carrière en tant qu'enseignant, chargé de cours à la faculté de droit et sciences économiques de Paris-I.
Il dit avoir été victime d'une agression le 28 mai 1970 à Paris, affirmant avoir reçu des coups de crosse et des coups de mousquetons, en même temps que des injures comme « sale nègre ». Outre des hématomes, une plaie à la hanche et une autre au tibia, il aurait souffert d'une double fracture du nez et d'une fêlure du palais[source insuffisante].

## Ascension politique

### Du MND au RPG
Il est condamné à mort en 1970, sous la présidence d’Ahmed Sékou Touré.
En 1977, dans la foulée de la rencontre tripartite de réconciliation à Monrovia entre les présidents Sékou Touré, Félix Houphouët-Boigny et Léopold Sédar Senghor, Alpha Condé crée le Mouvement national démocratique (MND) avec le professeur Alfa Ibrahima Sow, Bayo Khalifa et d’autres membres fondateurs. Le MND subira plusieurs mutations de la lutte clandestine à la lutte semi-clandestine et enfin à la lutte légale depuis 1991. Le MND devient ensuite Unité, justice, patrie (UJP), le Rassemblement des patriotes guinéens (RPG) puis le Rassemblement du peuple de Guinée (également RPG).

### Élection présidentielle de 1993
Alpha Condé rentre en Guinée à la suite de l'ouverture démocratique des années 1990, fruit d'un long combat mené entre autres par Bâ Mamadou, Siradiou Diallo, Mansour Kaba, etc., le multipartisme intégral adopté par le régime du président Conté autorisant la présence de plusieurs partis d’opposition en Guinée. Puis, Alpha Condé prend part à la première élection multipartite du pays, en décembre 1993, après trente ans de régime autoritaire. Lors du scrutin, Condé est un des challengers de Lansana Conté, président depuis le coup d'État de 1984. Le général Conté est déclaré vainqueur avec 51,7 % des voix, tandis que les observateurs nationaux et internationaux chargés de la supervision du scrutin dénoncent un fort climat de fraude et que l’opposition conteste unanimement les résultats officiels. Les partisans de Condé s’insurgent particulièrement contre l’annulation par la Cour suprême de la totalité des résultats pour les préfectures de Kankan et Siguiri, où Alpha Condé était vraisemblablement fortement majoritaire. Condé demande à ses militants de ne pas prendre le risque d’entraîner une guerre civile et de concentrer leurs efforts sur le scrutin suivant.

### Élection présidentielle de 1998
À l’élection présidentielle suivante, en décembre 1998, Alpha Condé se présente de nouveau, mais est arrêté et emprisonné à la suite d'une tentative d'évasion avant la fin du scrutin.
Les résultats officiels publiés par le gouvernement déclarent Lansana Conté vainqueur du premier tour avec 56,1 % suivi de Mamadou Boye Bâ avec 24,6 %. Le 16 décembre, deux jours après le scrutin, nombreux dirigeants de l'opposition sont arrêtés pour préparation présumée d'une rébellion contre la dictature en place. Les mois suivants, des exactions sont commises par des forces militaires sur les sympathisants de l'opposition.

### Emprisonnement et condamnation
Alpha Condé est maintenu en prison pendant plus de vingt mois avant que le gouvernement ne constitue une cour spéciale pour le juger. Cette incarcération sans procès soulève un fort mouvement de protestation international. Amnesty International dénonce une violation des droits de l'homme et le Conseil de l’Union interparlementaire une violation de l’immunité parlementaire dont Alpha Condé bénéficie en tant que député guinéen. De nombreuses voix s’élèvent tout au long de son emprisonnement pour demander sa libération immédiate, parmi lesquelles celles d’Albert Bourgi, qui organise un important mouvement de soutien envers Alpha Condé, appelé « le comité de libération », ou de Tiken Jah Fakoly, auteur de Libérez Alpha Condé, adressé au général Lansana Conté, que la jeunesse transforme en hymne à la gloire des martyrs et prisonniers politiques africains. Condé reçoit également le soutien de chefs de diplomatie étrangers, à l’instar de Madeleine Albright (États-Unis) qui se déplace à Conakry même.
En France, le président Jacques Chirac s’implique personnellement. Sa mobilisation vient renforcer les multiples requêtes d’autres chefs d’État en demandant officiellement la libération rapide d’Alpha Condé.
L’« affaire Alpha Condé », comme elle est souvent décrite dans la presse, donne lieu à un procès retentissant et marque un tournant politique important pour la Guinée. Le 11 septembre 2000, à l'issue d’un procès commencé le 12 avril précédent devant la « Cour de sûreté de l’État guinéen », spécialement constituée à cet effet, il est condamné à cinq ans de réclusion criminelle pour « atteintes à l’autorité de l’État et à l’intégrité du territoire national » et « emploi illégal de la force armée ». Son jugement est décrié dans la presse africaine et internationale. Alpha Condé est finalement libéré le 18 mai 2001, après avoir fait l’objet d’une grâce présidentielle, vingt-huit mois après son arrestation.

### Junte militaire et élection présidentielle de 2010

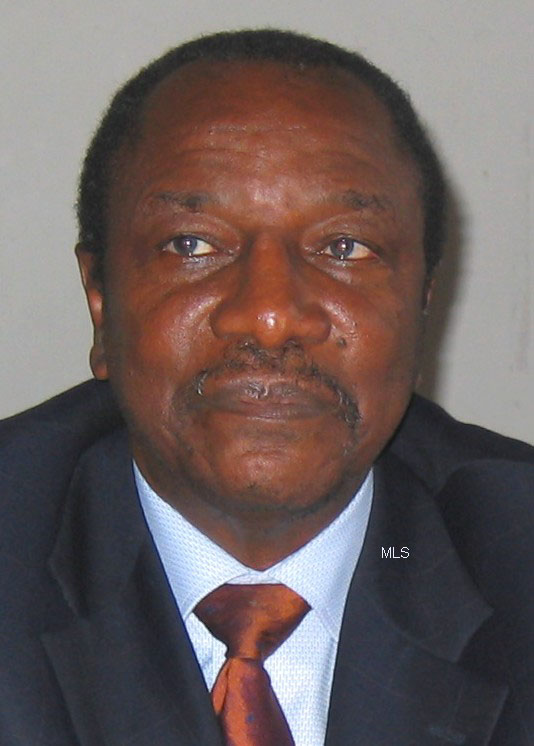
Alpha Condé en 2007.

À partir de la mort de Lansana Conté et de la prise du pouvoir par la junte militaire de Moussa Dadis Camara, en 2008, Alpha Condé appelle au retour d’un pouvoir civil, et à la tenue d’élections transparentes. Il le fait au sein des Forces vives, constituées de l'opposition, des syndicats et des autres acteurs de la société civile.
Dans une tribune publiée par le journal Le Monde en janvier 2010, il déclare que les massacres du 28 septembre 2009 au stade de Conakry mettent en évidence la nécessité d’une rupture complète avec le passé,.
En février 2010, il annonce la candidature de son parti au scrutin présidentiel de juin suivant. Alpha Condé arrive en deuxième position du premier tour, avec 18,25 % des voix, loin derrière l'ancien Premier ministre Cellou Dalein Diallo (43,60%). Cette deuxième place est contestée par le candidat déclaré troisième par la Commission électorale nationale indépendante (CENI), Sidya Touré (13,03%), qui affirme que la junte militaire au pouvoir, dirigée par Sékouba Konaté, a permuté les résultats, sous la pression de la «coordination mandingue». Le second tour a lieu quatre mois plus tard, au lieu de deux semaines.
Le 15 novembre 2010, Alpha Condé est déclaré vainqueur de l’élection présidentielle par la CENI avec 52,52% des voix, face à Cellou Dalein Diallo. La Cour suprême valide l'élection le 3 décembre suivant et Cellou Dalein Diallo reconnaît sa défaite.

## Président de la République

### Investiture
Alpha Condé est investi président de la République le 21 décembre 2010 à Conakry, en présence de 13 chefs d'État africains et de délégations gouvernementales d'autres continents. Il promet « une ère nouvelle » et annonce son intention de devenir « le Mandela de la Guinée » en unifiant et développant son pays. Trois jours après son investiture, il nomme l'économiste Mohamed Saïd Fofana au poste de Premier ministre.

### Attaque de sa résidence
Le 19 juillet 2011, des militaires attaquent sa résidence privée de Conakry, dont une partie est soufflée par une roquette. Alpha Condé s'en sort indemne mais un membre de la garde présidentielle est tué. Il accuse des personnalités et des pays voisins (Sénégal et Gambie) d'être derrière l'évènement, ce que ceux-ci démentent.

### Liberté de la presse
Le 28 juillet 2011, quelques jours après l’attaque de sa résidence, l'ONG Reporters sans frontières publie un rapport dans lequel elle demande à Alpha Condé « d'affirmer publiquement son attachement à la liberté de la presse et au respect du pluralisme des médias », tandis que la France l'appelle à ne pas entraver la liberté de la presse et à organiser des élections législatives dans les meilleurs délais.

### Situation économique

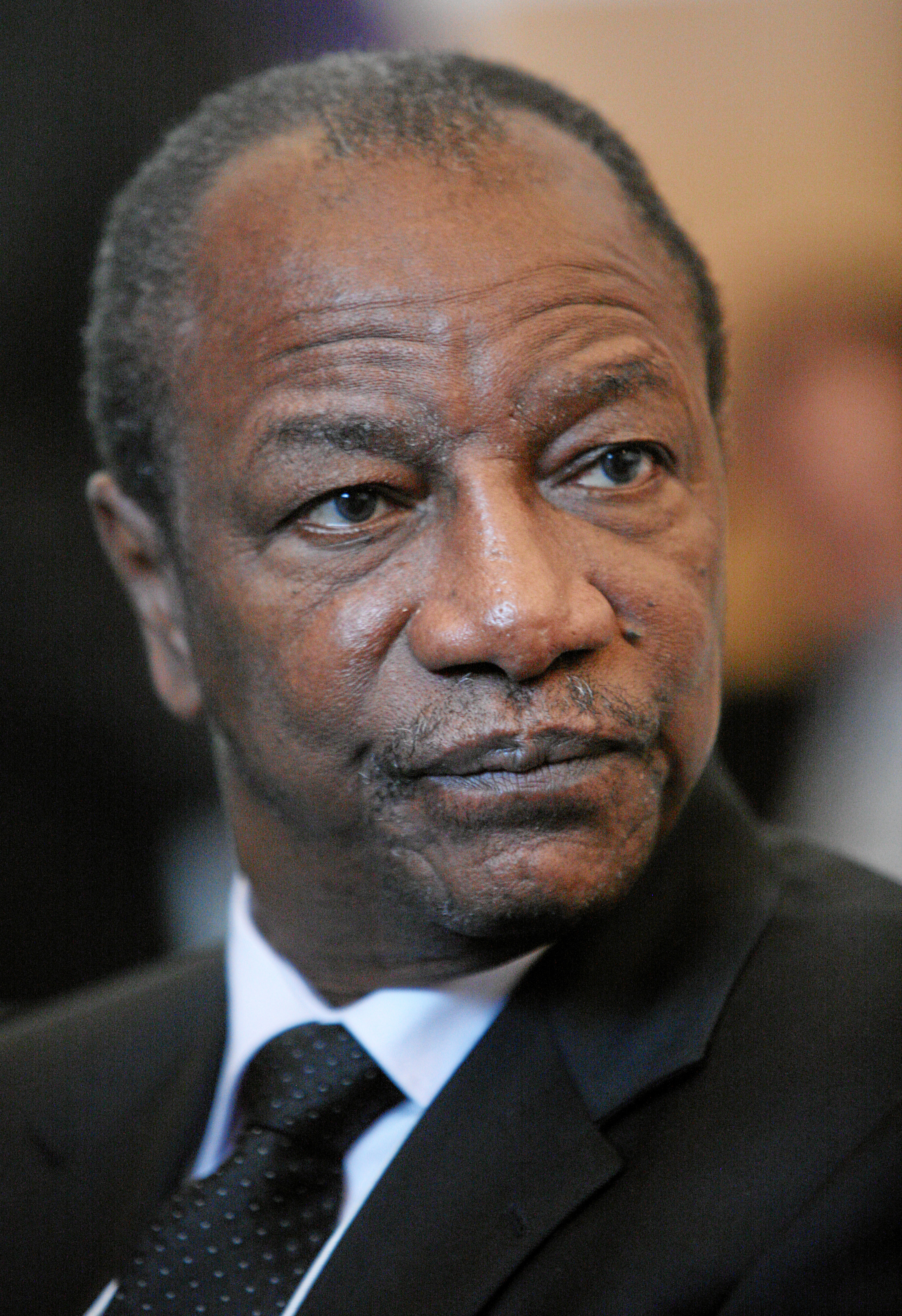
Alpha Condé au Forum économique mondial de 2012.

Entre 2010 et 2017, le pays connaît une croissance annuelle relativement importante (4 % en moyenne), malgré une stagnation du PIB en 2015. Dans le même temps, le chômage reste stable, à 4,5 %, et l'inflation passe de quelque 20 % à 10 %. Par ailleurs, le pays voit sa dette publique passer de 68 % à 19 % du PIB, tandis que le déficit public, qui s’élevait à 14 % en 2010, devient un excédent (0,6 %) en 2017.

### Règlement de conflits africains
Alpha Condé est missionné en tant que médiateur dans le règlement de conflits politiques auprès de plusieurs chefs d’État d’Afrique, notamment en 2011 en Côte d'Ivoire, en 2017 en Gambie, en 2017 au Togo et en 2018 en Guinée-Bissau.

### Réélection de 2015
Il est réélu pour un second mandat lors de l'élection présidentielle de 2015, avec 57,9 % des voix au premier tour. Cellou Dalein Diallo arrive en deuxième position avec 31,4 % des suffrages exprimés.

### Réélection controversée de 2020
En septembre 2019, à New York, il suggère l'organisation d'un référendum pour modifier la Constitution guinéenne et lui permettre ainsi de briguer un troisième mandat interdit par la constitution de 2010. En réaction, un important mouvement de contestation, le Mouvement FNDC, fédérant les principaux partis d’opposition (l’UFDG de Cellou Dalein Diallo et l’UFR de Sidya Touré) ainsi que les plus importantes organisations de la société civile, se dresse contre l’initiative présidentielle.

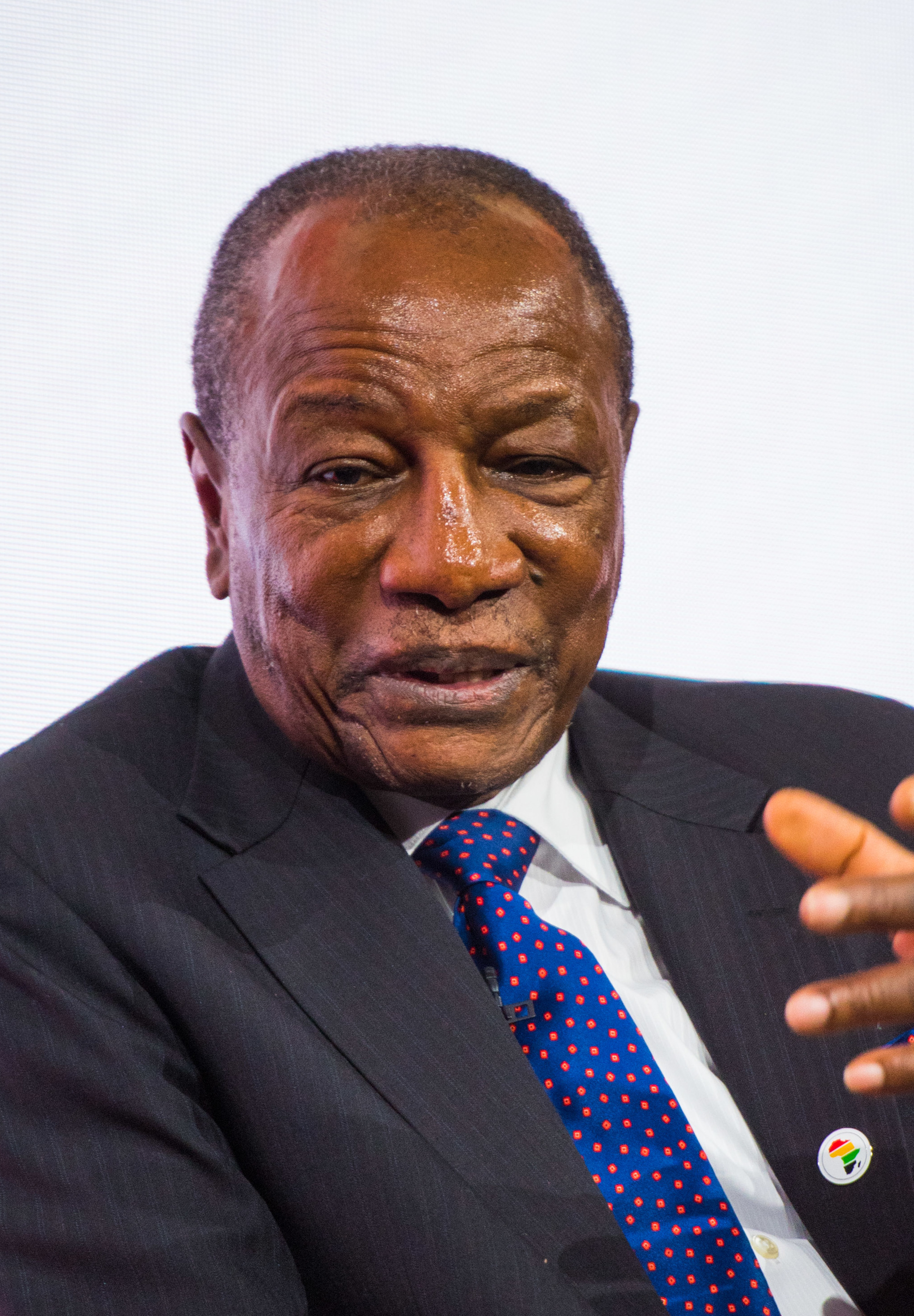
Alpha Condé en janvier 2020 à Londres.

Il fait reporter les élections législatives du 16 février au 1er mars 2020, et annonce la tenue simultanée d'un référendum constitutionnel. L’opposition guinéenne s’oppose à la tenue d’un référendum sur la réforme de la Constitution. Le référendum et les législatives ont finalement lieu le 22 mars 2020.
Le 31 août 2020, son parti annonce qu’Alpha Condé sera candidat à un troisième mandat lors de l’élection présidentielle d’octobre. Durant plusieurs mois, cette perspective suscite une vague de protestation qui fait des dizaines de morts,. Le président sortant se présente alors comme le candidat « des femmes et des jeunes ». Le 18 octobre, il est réélu à l’issue du premier tour de scrutin avec 59,5 % des voix ; son principal opposant, Cellou Dalein Diallo, qui s’était proclamé vainqueur du scrutin avant la publication des résultats, est crédité de 33,5 % des suffrages par la Commission électorale nationale indépendante. Le 7 novembre, la Cour constitutionnelle rejette les recours des quatre opposants, lesquels dénonçaient des bourrages d'urnes et proclame la victoire d’Alpha Condé. Ce dernier prête serment le 15 décembre devant la Cour constitutionnelle, devenant ainsi président pour la troisième fois, et appelle l’opposition à cesser les violences. Il est investi le 21 décembre 2020 pour un mandat de six ans par le président de la Cour constitutionnelle, Mohamed Lamine Bangoura.

### Chute

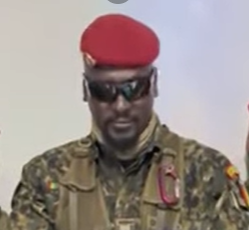
Mamadi Doumbouya, chef militaire qui a renversé Condé

Le 5 septembre 2021, le colonel Mamadi Doumbouya, commandant du Groupement des forces spéciales guinéennes (GFS), déclare qu'il retient Alpha Condé comme prisonnier. Le colonel annonce la suspension de la Constitution, la dissolution des institutions comme le gouvernement, ainsi que la fermeture des frontières. Il est placé en résidence surveillée.
Pourtant le premier président démocratiquement élu de l'histoire de la Guinée, Alpha Condé était « désormais largement considéré comme un dictateur », note France 24. Les dernières années de son mandat étaient ainsi critiquées par des défenseurs des droits humains, qui déploraient une dérive autoritaire de son pouvoir. L'enseignant-chercheur Doudou Sidibe complète : « Alpha Condé est allergique à la critique et son modèle de gouvernance est de ne pas discuter avec l'opposition, radicale comme modérée. Cela a créé une crispation de la vie politique guinéenne, qui a fini par pousser les militaires à prendre le pouvoir pour assouvir les besoins de la population ».
Détenu par la junte, le président déchu est bien traité par celle-ci. Refusant de démissionner, il espère être rétabli par la Cédéao, qui exige de son côté des élections dans les six mois,. Le 17 septembre 2021, après avoir attendu sa démission, la junte désigne Doumbouya président de la République. Celui-ci prête serment comme président de la Transition le 1er octobre suivant devant la Cour suprême,.
Le chroniqueur camerounais Alain Foka indique : « Alpha Condé est l’exemple parfait de l’échec de l’intellectualisme africain », visant les universitaires devenus chefs d'État, se muant à terme en dictateurs,.

## Après la présidence
En novembre 2021, Condé est libéré de détention militaire et envoyé avec la résidence de son épouse, Djene Kaba Condé, à Conakry,.
Le 1er janvier 2022, il est autorisé à aller se faire soigner hors du pays, à la condition que son absence ne dépasse pas un mois, sauf avis contraire des médecins. Le 17 janvier, dans le cadre de ses soins, il quitte la Guinée en direction d'Abou Dabi. Le 8 avril suivant, après prolongation de son séjour médical, Alpha Condé revient en Guinée.
En mars 2022, Alpha Condé est remplacé par Ibrahima Kassory Fofana en tant que président du « conseil exécutif provisoire » du RPG-Arc-en-ciel,.
En mai 2022, le procureur général de Conakry, nommé par la junte militaire au pouvoir en Guinée depuis 2021, annonce des poursuites contre Alpha Condé pour « assassinats », « actes de torture » et « enlèvements » notamment,,. Le 21 mai, Alpha Condé se rend à l’étranger pour des rendez-vous médicaux » dans le cadre d'une évacuation humanitaire selon un communiqué de la junte guinéenne.
En novembre 2022, Alpha Condé est poursuivi en Guinée avec environ 180 membres de son régime, pour « corruption, enrichissement illicite, blanchiment d’argent, faux et usage de faux en écriture publique, détournement de deniers publics et complicité ».
Début décembre 2022, les États-Unis annoncent geler les avoirs d'Alpha Condé et interdire toute relation commerciale avec lui car il a été reconnu responsable de « violation des droits humains »,.
Le 8 avril 2023, son épouse, Hadja Djéné Kaba Condé, meurt à l'hôpital américain de Paris.
En novembre 2023, le procureur général de la Cour d'appel de Conakry, annonce de nouvelles poursuites judiciaires contre Alpha Condé, il est accusé de « trahison, association de malfaiteurs et complicité de détention illicite d'armes et munitions ».
Pour le Nouvel An 2024, Alpha Condé qualifie Mamadi Doumbouya « d'ancien légionnaire français et sa bande », en référence à la junte du CNRD, jugeant Doumbouya « incapable de satisfaire les besoins les plus ordinaires » de la population guinéenne, et coupable d'avoir supprimé « les libertés les plus élémentaires ». Aux militants du RPG, il indique : « Vous êtes nombreux à réclamer mon retour. Je m'engage à être à vos côtés pour défendre notre République. »

## Prix et distinctions

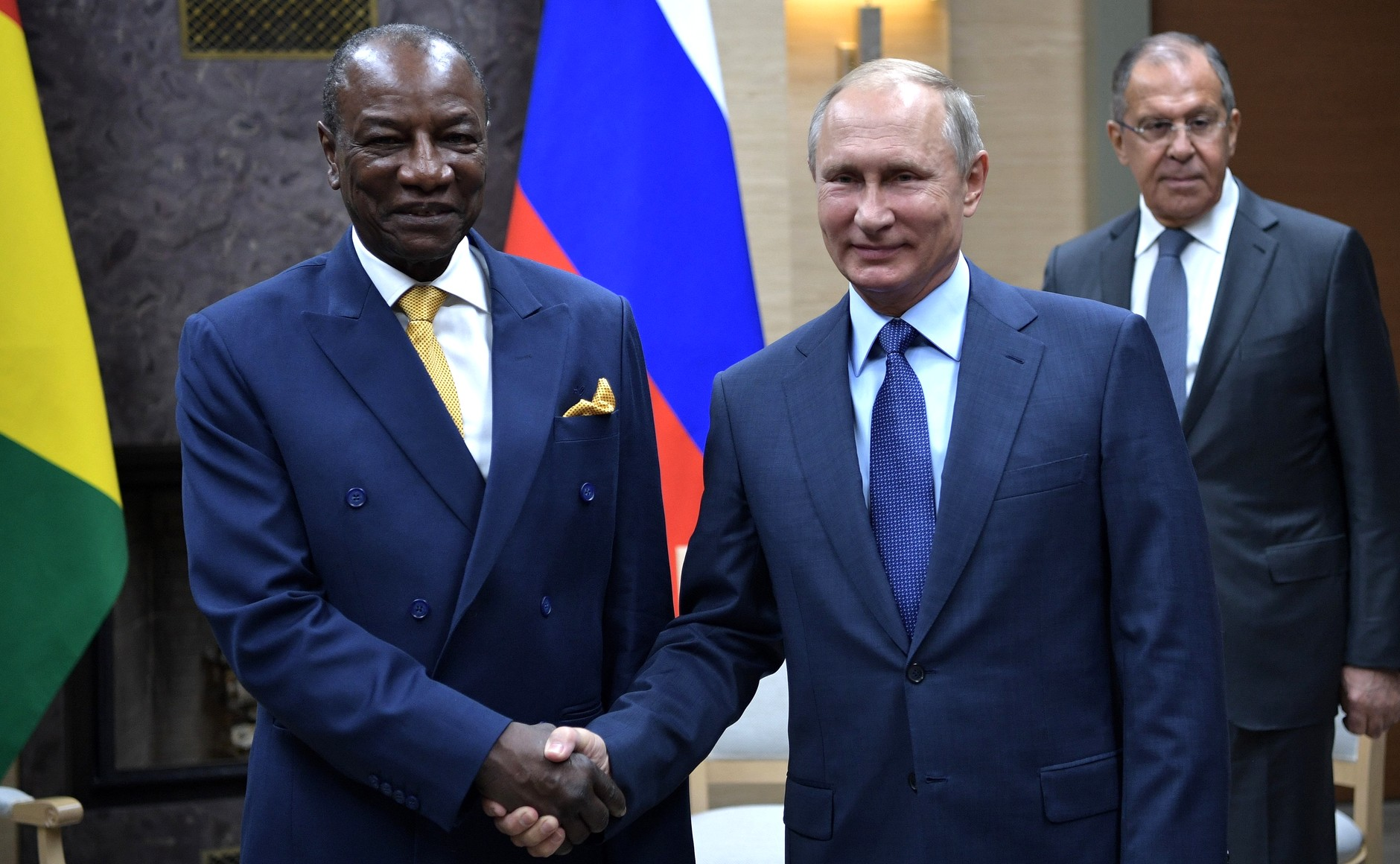
Alpha Condé avec Vladimir Poutine (et Sergueï Lavrov en arrière-plan), en 2017.

- Docteur honoris causa de l'université Général Lansana Conté de Sonfonia[68]
- Docteur honoris causa de l'Institut d'État des relations internationales de Moscou
- ordre de l'Amitié de la fédération de Russie[69]
- Grand-croix de l'ordre de national du Mérite de la république de Guinée

## Publications
- Un Africain engagé : ce que je veux pour la Guinée (éditions Picollec, 2010)
- Guinée, Albanie d'Afrique ou néo-colonie américaine (éditions Gît-le-cœur, 1972)
- « Pour que l’espoir ne meure » août 1985
- « Quel avenir pour la Guinée », mai 1984
- « Où allons-nous »
- « Trois ans après »
- « Le poisson pourrit par la tête »

## Documentaire
- 2021 : Dans les feux de la chute d'Alpha Condé de Mamadou Saliou Bah, du groupe Hadafo Médias[70].